# Реньєро Дзено
Реньєро Дзено (італ. Renier Zen) — 45-й венеційський дож.

## Біографія
Належав до патриціанського роду, відомого у Венеції з X ст., за родинною легендою походив від давньоримського роду Фанніїв. Онук П'єтро Дзено. У 1225—1226 роках був подестою Поли, у 1227—1228 роках — Кіоджі. У 1229—1230 роках він був подестою Верони, де брав участь у примиренні гвельфів та гібелінів та у будівництві церкви з монастирем, присвяченого святому Франциску Асизькому. Налагодив відносини з впливовим торгівцем Якопіно делла Скала. 
У 1231-1232 роках був подестою Болоньї, де мав конфлікт з місцевим єпископом Енріко делла Фратта. Також тиснув на комуну Болоньї, щоб вона ухилилася від сплати данини Папській державі. В результаті папа римський Григорій IX відлучив Дзено від церкви, а на Болонью наклав інтердикт. У 1233—1234 роках знову був подестою Кіоджи, у 1237—1238 роках — у П'яченці, де запросив кількох цистерціанських черниць переїхати до церкви Санта-Марія-делла-Челестія, щоб заснувати там монастир. У 1239 році втретє стає подестою Кіоджи, а у 1239—1240 роках — вдруге у Болоньї. У 1240 році на чолі болонського загону допоміг маркізу Аццо VII д'Есте захопити Феррару, загнавши звідти подесту Салінгверра II Тореллі.
У 1240 році він допоміг дожу Джакопо Тьєполо під час облоги Феррари. У 1242 році на чолі венеційського флоту брав активну участь у придушенні бунту в Зарі. У 1244 році був призначений генералом-капітаном да Мар (командувачем флоту) Венеціанської республіки.
У 1245 році разом з Маріно Морозіні і Джованні да Каналом, повертаючись з Першого Ліонського собору, Дзено потрапив у полон до графа Савої Амадея IV і був звільнений за наказом імператора Фрідріха II з умовою, що Дзено заявить про несправедливу венеційську політику щодо імператора. 
У 1247 році був адвокатом монастиря Сан-Лоренцо в Амміані. Того ж року разом з Маріно Морозіні та Джовані да Каналом його було відправлено до Зари, де 6 жовтня він отримав від мешканців присягу на укладення договору з Венецією. Через місяць, повернувшись до Венеції, він підтримав прохання францисканців Зари перед дожем.
Пізніше служив подестою в П'яченці і Фермо, де в 1252 отримав звістку про обрання його дожем Венеції, отримавши 21 голос з 41 в Раді сорока. На честь його обрання було організовано великий лицарський турнір, який викликав міжнародний інтерес і надовго залишився в пам'яті народу, як свідчать хроніки того часу, захоплені таким незвичайним видовищем. 
У 1256 надав підтримку хрестового походу проти Еццеліно III да Романо, відлученого від церкви. За це в свою чергу було знято відлучення з самого Реньєро Дзено папою римським Олександром IV. Основні бойові дії тривали біля Тревізо до 1359 року, коли да Романо зрештою загинув.
Водночас почалася війна з Генуезькою республікою за торгівельний вплив у Леванті. В неї швидко втягнулися барони Єрусалимського королівства. Боемунд VI, князь Антіохії та граф Триполі, виступив на боці Венеції, що спричинило внутрішній конфлікт у цій державі. Дож навесні 1257 року відправив до Акри великий флот під командуванням Лоренцо Тьєполо, що спричинило перехід на бік Венеціанців Пізанської республіки. У відповідь на перемогу венеційців 1258 року, генуезці уклали союз з нікейським імператором Михайлом VIII, який вже у 1261 році зумів захопити Константинополь. Це погіршило становище Венеції в регіоні. Протягом 1262—1266 років венеційці під орудою Джиберто Дандоло здебільшого здобували перемоги над генуезьким флотом в Егейському морі та поблизу Сицилії — біля Мореї, Сеттепоцці та Трапані. Але війна не завершилася до самої смерті дожа.
У 1256—1258 роках Венеція опинилася втягнутою у війну за евбейську спадщину, оскільки ахейський князь Гільйом II де Віллардуен намагався підкорити Негропонтську сеньйорію. Остання ще раніше визнала зверхність Венеції. Незважаючи на низку невдач Венеція зберегла свою позиції на острові Евбея. Остаточно договір з Ахейським князівством було укладено 1262 року. 
Після цього Дзено повів обережну і хитру політику з Візантійською імперією, результатом чого стало підписаннявізантійсько-венеційського мирного договору 1268 року, що встанови 5-річне перемир'я та відновив торгові привілеї Венеції на території імперії. Через кілька тижнів після ратифікації договору Дзено помер і був похований з великими почестями в соборі Сан-Джованні-е-Паоло.
До нього у Венеції головним чином діяв морський закон, спільний для всіх християнських держав, що лежали на заході Середземного моря. Дзено доручив виробити нове, спеціально венеційське зведення морських законів, яке було прийнято Великою і Малою радою, так само як і народними зборами Венеції. Воно складалося з 129 юридичних статей.
Він інвестував значні суми в комерційні підприємства венеційських купців: на момент його смерті його рухоме майно складалося з 39 тис. венеційських лір, 60% з яких складалися зі 132 карток з комендами (угодами між інвестором та подорожуючим торгівцем про ведення комерційного підприємства, зазвичай за кордоном).